# Коне, Ламин
Ламин Коне (фр. Lamine Koné; родился 1 февраля 1989 года, Париж, Франция) — французско-ивуарийский футболист. Выступал за различные молодёжные сборные Франции, участвовал на Средиземноморских играх. С 2014 года по 2016 год выступал за сборную Кот-д’Ивуара.

## Клубная карьера
Коне начинал молодёжную карьеру в клубах французского региона Иль-де-Франс. В 2003 году подписал контракт с командой «Шатору», в составе которой играл до 2010 года. Дебютировал 27 апреля 2007 года в матче второго дивизиона Франции против «Монпелье», выйдя на замену. В дебютном сезоне защитник сыграл пять матчей в чемпионате.
30 июля 2010 года подписал контракт с «Лорьяном». Сумма трансфера составила 1 миллион евро
27 января 2016 года перешёл в английский «Сандерленд», подписав контракт до 2020 года.